# Lost Highway (pièce de théâtre musical)
Lost Highway est une pièce de théâtre musical en douze tableaux d'après le film Lost Highway (1997) de David Lynch, créée le 31 octobre 2003, à Graz en Autriche.

## Historique
La compositrice Olga Neuwirth avait déjà travaillé avec la romancière Elfriede Jelinek pour des pièces radiophoniques et une précédente pièce de théâtre musicale, Bählamms Fest. Fascinée par le film de David Lynch, accompagné par une bande originale de Angelo Badalamenti, elle décide de le mettre en musique comme un défi, son univers créatif étant proche du sien. 
L'œuvre est créée le 31 octobre 2003, dans la salle Helmut-List-Halle, à Graz, lors du festival Steirischer Herbst. Elle est mise en scène par Joachim Schlömer, avec les acteurs Vincent Crowly, Jodi Melnick, Lukas Rössner, Rodolfo Seas-Araya, Gavin Webber, Grayson Millwood. Les chanteurs Kai Wessel, Constance Hauman, David Moss, Georg Nigl, Andrew Watts, sont accompagnés par l'ensemble Klangforum Wien sous la direction de Johannes Kalitzke (en). Lost Highway est enregistré et paraît en CD sous le label Kairos.
L'œuvre est représentée en 2007 au Miller Theater de New York par les élèves du Oberlin Conservatory of Music.
Olga Neuwirth a également composé une suite d'après cette œuvre.

## Intrigue
Fred vit avec sa femme, mais reçoit des vidéos prises chez eux à leur insu. En dehors de chez lui, un homme mystérieux lui demande d'appeler chez lui, où cet homme se trouve et répond au téléphone tout en étant en face de Fred. Lorsque la femme de Fred est assassinée, il est arrêté et emprisonné. Mais un jour, il se change en un autre homme plus jeune, Pete. Constatant la substitution, les autorités relâchent Pete. Mais il s'agit bien de Fred, qui retrouve sa femme assassinée sous une autre forme.

## Distribution
Chanteurs
- Pete (baryton)
- Alice/Renée (soprano solo)
- Mr Eddy/Dick Laurent : voix d'homme non spécifiée solo (aussi acteur et improvisateur musical),
- Mystery Man (contre-ténor)
- Andy (contre-ténor)

Acteurs
- Fred
- le père de Pete
- le préposé et le detective Lou
- le médecin, l’homme, et le detective Hank
- le directeur de prison, Arnie
- la mère de Pete